# Landgrafenbrunnen (Bad Homburg vor der Höhe)

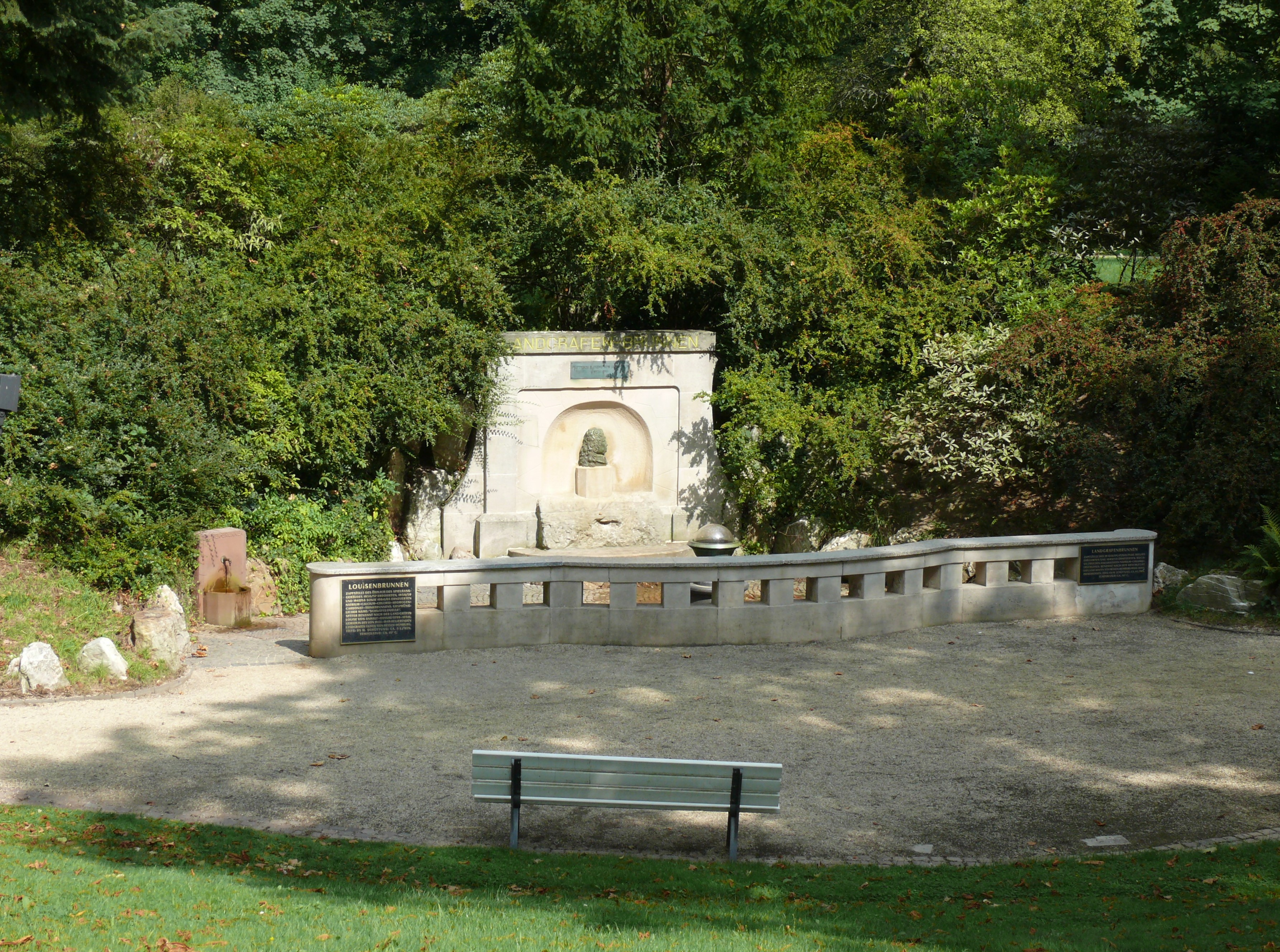
Landgrafenbrunnen

Der Landgrafenbrunnen ist ein Brunnen in Bad Homburg vor der Höhe. Er steht als Kulturdenkmal unter Denkmalschutz.
1899 wurde auf dem Gelände des Golfplatzes im Kurpark Bad Homburg eine neue Quelle erbohrt und dann als Badequelle genutzt. Ab dem Jahr 1903 wurde das sehr salzige Wasser auch bei Leber- und Galle-Leiden zur Inneren Anwendung verordnet. Nun wurde der Brunnen neu gefasst und ein Pavillon mit Ausschank daneben errichtet und am 9. Juni 1903 eröffnet. Die heutige Brunnenarchitektur wurde 1908 durch den Bildhauer Anton Lussmann in Formen des Jugendstils geschaffen. Die kleine, der Brunnenallee zugewandten Anlage war ursprünglich von zwei blumengefüllten Vasen bekrönt und trug an der Vorderseite ein Relief Nymphe an Felsenquelle. Die Darstellung der nackten Nymphe stieß bei der Bevölkerung auf Kritik. Sie wurde daher 1955 durch eine Reliefbüste des Landgrafen Friedrich II ersetzt. Diese Metallgussarbeit ist ein Werk von Ortud Krüger-Stohlmann.
Das Wasser des Brunnens ist ein eisenhaltiger Natrium-Chlorid-Säuerling mit einer Temperatur von 10,2 Grad. Eine weitere Zapfstellte für Wasser dieses Brunnens befindet sich hinter dem Musikpavillon.